# Ljubitovica
Ljubitovica falu Horvátországban Split-Dalmácia megyében. Közigazgatásilag Segethez tartozik.

## Fekvése
Split központjától légvonalban 27, közúton 43 km-re, Trogir központjától légvonalban 14, közúton 20 km-re, községközpontjától 18 km-re északnyugatra, Dalmácia középső részén, az 58-as számú, Šibenikből Splitbe menő főút mellett fekszik.

## Története
A környező hegyeken talált, az ősember által használt kőszerszámok bizonyítják, hogy területe már az őskorban lakott volt. Az i. e. 2800 és 2100 közötti időszakban a danilói kultúra népe lakta területét, melynek cseréptöredékei kerültek itt elő. A települést 1272-ben említik először, amikor IV. László király a trogiri nemesnek Marin Amblažev Crnotinnak adta. A településnek már 1300-ban volt egy Szent Mihály tiszteletére szentelt temploma. 1420-ban a környező területekkel együtt velencei fennhatóság alá került. A török háborúk során lakossága elmenekült. Legnagyobb részük a jól védhető tengerparti városokban és a szigeteken keresett menedéket. A mai lakosság ősei csak a török veszély elmúltával háromszáz évvel ezelőtt vándoroltak be Bosznia és Hercegovina területéről. Ott ugyanis 1696-ban felkelés tört ki a török ellen és a bosszút álló török csapatok közeledtére a Livno, Glamoč, Ráma és Duvna, a mai Tomislavgrad környékén élt lakosság, mintegy ötezer ember a ferences szerzetesek vezetésével az akkor jórészt lakatlan, velencei uralom alatt álló  dalmát Zagora vidékére települt át. A török veszély elmúltával azonban nem tértek már vissza szülőföldjükre, hanem itt maradtak. Templomukat 1740-ben említik először. Ljubitovica, Prapatnica, Lepenica, Boraja, Vrsno, Podine, Taklin és Mravnica egykor egy nagy plébániához tartoztak. 1913-ban Ljubitovicán új plébániaházat építettek, de Boraja, Vrsno és Lepenica hívei nem akarták, hogy az itteni plébános lássa el szolgálatukat és saját plébániát létesítettek. Ezután Boraján felépítették a Rózsafüzér királynője templomot. Végül 1934-ben két új önálló plébánia jött létre, a ljubitovicai és borajai, míg néhány település a környékbeli plébániákhoz, Vrlopoljéhoz, Primorska Dolachoz és Prgomethez csatlakozott. Az első ismert ljubitovicai plébános Luka Tomašević volt, akit 1735-ben neveztek ki erre a tisztségre. 1884-ig a plébánosokat a ferences rend adta. 1797-ben a Velencei Köztársaság megszűnésével a település Habsburg Birodalom része lett. 1806-ban Napóleon csapatai foglalták el és 1813-ig francia uralom alatt állt. Napóleon bukása után ismét Habsburg uralom következett, mely az első világháború végéig tartott. A település első iskolája 1856-ban nyílt meg. 1857-ben 459, 1910-ben 712 lakosa volt. Az I. világháború után rövid ideig az Olasz Királyság, ezután a Szerb-Horvát-Szlovén Királyság, majd Jugoszlávia része lett. A település lakossága 2011-ben 485 fő volt, akik mezőgazdaságból (olíva, szőlő) éltek. A faluban külön hagyományai vannak a fokhagyma termesztésnek, mely a település jelképének számít.

## Lakosság
| Lakosság változása | Lakosság változása | Lakosság változása | Lakosság változása | Lakosság változása | Lakosság változása | Lakosság változása | Lakosság változása | Lakosság változása | Lakosság változása | Lakosság változása | Lakosság változása | Lakosság változása | Lakosság változása | Lakosság változása | Lakosság változása |
| ------------------ | ------------------ | ------------------ | ------------------ | ------------------ | ------------------ | ------------------ | ------------------ | ------------------ | ------------------ | ------------------ | ------------------ | ------------------ | ------------------ | ------------------ | ------------------ |
| 1857               | 1869               | 1880               | 1890               | 1900               | 1910               | 1921               | 1931               | 1948               | 1953               | 1961               | 1971               | 1981               | 1991               | 2001               | 2011               |
| 459                | 479                | 469                | 559                | 600                | 712                | 756                | 833                | 818                | 874                | 1.018              | 1.012              | 874                | 675                | 594                | 485                |

## Nevezetességei
Alexandriai Szent Katalin tiszteletére szentelt plébániatemplomát  1740-ben említik először. Egyhajós épület, négyszögletes apszissal, amelyet a 18. században építettek, majd a 19. században bővítették és négy sor kővel megemelték. Ezt követően neobarokk stílusú homlokzatot építettek. Belül a főhajót diadalív választja el a szentélytől. A régebbi templom rozettáját a főoltár aljába építették be. A templom berendezése között említésre méltó egy fából faragott feszület, az Istenanya szobra a gyermekkel, valamint Szent Katalin szobra. Utóbbi kettő tiroli munka. Trigiri Szent János képe, mely a szentet lelkipásztori munkája közben két égő gyertyával ábrázolja A. Lalić festőművész munkája. A templomot utoljára 2007-ben újították fel.